# Képvadászok
A Képvadászok 1985-ben készült színes, magyar krimivígjáték, amit Szurdi András és Szurdi Miklós rendezett. A filmet az 1983. november 5-én a Szépművészeti Múzeumban történt képlopás ihlette.

## Történet
Három pancser bűnöző egyik éjszaka az állványokon keresztül behatol a Szépművészeti Múzeumba, és elrabol 7 felbecsülhetetlen értékű képet. Amíg ők a múzeumban "dolgoznak", addig ismeretlen tettesek ellopják a kocsijuk kerekét, ezért kénytelenek futva eljutni megbízójukhoz, aki időre várja őket. A találkozót elérik, de még mielőtt felszállnának az emberük dzsipjére, véletlenül elcserélik a képeket tartalmazó bőröndöt egy Lengyel Béla nevű zongoratanár kottákat tartalmazó (ugyanolyan kinézetű) bőröndjével. Ezután a zongoratanár nyomába erednek, de előbb a megbízójuk utasítására likvidálják az egyik társukat, a holttestet pedig egy bőröndbe rejtik, amit aztán megint elkevernek egy másik bőrönddel, majd azt a bőröndöt is egy másikkal, de a képek nem kerülnek vissza hozzájuk. A dolgot nehezíti egy titokzatos nő felbukkanása, aki beleszeret a zongoratanárba, és a megbízó utasítása, miszerint a képeket legkésőbb reggelre vissza kell szerezni.

## Szereplők
- Kern András – Richter
- Andorai Péter – Gál
- Végvári Tamás – Bakos
- Hollósi Frigyes – Lengyel Béla
- Gáspár Sándor – Varga
- Adrianna Biedrzynska (hangja: Udvaros Dorottya) – a Nő
- Gór Nagy Mária – Annamária
- Szakácsi Sándor – Virág
- Hetényi Pál – képkeretező
- Hámon Győző – Gábler Sanyi
- Fenyő Ervin – Gábler apuka
- Gelley Kornél – Lengyel apja
- Vajda László – tűzoltószázados
- Czibulás Péter – Rikkancs

További szereplők: Ábel Anita, Bajor Imre, Baranyi László, Bertalan Ágnes, Bárány János, Csellei István, Csurka László, Elkán Erzsébet, Falvay Klára, Ignátz Éva, Jakab Csaba, Meszléry Judit, Máhr Ágnes, Nagy Zoltán, Nemes János, Neumann Gábor, Peremartoni Krisztina, Pál András, Piotr Szulkin, Rátkai János, Rovnyai János, Szerencsi Hugó, Somogyvári József, Sörös Sándor, Udvardi Attila, Vancsik Mária, Varga Károly

## Televíziós megjelenés
TV-1, TV-2, Duna TV, Filmmúzeum, Szegedi VTV, Eger VTV, Humor 1, M3, Duna World, Magyar Mozi TV

## Külső hivatkozások
- Képvadászok a PORT.hu-n (magyarul)
- Képvadászok az Internet Movie Database oldalon (angolul)
- Képvadászok a Filmkatalóguson
- www.Filmvilag.hu
- 30 éve történt a felbecsülhetetlen értékű képlopás a Szépművészeti Múzeumban Archiválva 2014. november 29-i dátummal a Wayback Machine-ben
- Interjú Hollósi Frigyessel és Szurdi Miklóssal